# 永興寺 (みやま市)
永興寺（えいこうじ）は、福岡県みやま市瀬高町大草の天台宗寺院。寺名については叡興寺とも。山号は巨泉山、院号は仏頂院。本尊は千手観音。筑後三十三観音霊場第29番札所にあたる。また九州西国三十三箇所の第17番でもある。柳川藩の史料では山号で掲載されている。

## 歴史
貞観2年（860年頃）に比叡山の僧侶、某により開山されたと伝承されるが、詳細は不詳。慶長6年（1601年頃）に尊隆により中興。柳川藩に入封してきた田中吉政より寺領60石を与えられたとされる。但し、次代の田中忠政の代と推測されている「田中筑後守殿家人数並知行付帳」には巨泉山、仏頂院、永興寺のいずれの名は見えない。
その後、田中氏は無嗣断絶で改易となり、代わって立花氏が柳川藩に再入封する。正保3年（1646年頃）に藩主立花忠茂により、寺内に東照宮が勧請される。なお、前年の正保2年11月15日（1646年1月1日）に忠茂と、徳川秀忠の養女である正室との間に嫡子立花鑑虎が江戸にて生まれている。万治3年（1660年）とされる「忠茂公御代之分限帳」においても巨泉山、仏頂院、永興寺のいずれの名も登場しないが、「延宝九年酉年知行取無足扶持方共」（1681年の史料）に『高六十石 巨泉山』と『御合力米貮石弐斗 巨泉山 正光坊』とある。柳川藩の寺院第8位の位置づけで神護寺の下に記載されている。
現在は堂于1棟を残すのみとなっている。堂宇には忠茂が、諱を｢忠貞｣としていた頃に奉納した絵馬が掲げられている。